# Fabricio Bustos
Fabricio Bustos Zein, né le 28 avril 1996 à Ucacha (Argentine), est un footballeur international argentin, qui évolue au poste d'arrière droit au sein de River Plate.

## Biographie

### Carrière en club
Évoluant depuis 2008 dans le secteur des jeunes du CA Independiente, il est appelé en 2016 par l'entraîneur de la première équipe Gabriel Milito. Il fait ses débuts professionnel avec le CA Independiente le 5 décembre 2016, face au River Plate, lors d'un match de championnat d'Argentine 2016-2017. Débutant le match en tant que titulaire, le CAI remporte cette rencontre sur une victoire 1-0 chez eux, au Stade Libertadores de América. Lors de la saison 2016-2017, Fabricio dispute 19 matchs avec le CA Independiente qui lui valent une place de titulaire indiscutable au sein de l'effectif du club, .
Il remporte la Copa Sudamericana en 2017, en battant le club brésilien du CR Flamengo sur un score cumulé de 3-2.

### Carrière en sélection
Avec les moins de 17 ans, il remporte le championnat de la CONMEBOL en 2013. Lors de cette compétition organisée en Argentine, il dispute sept matchs avec les U17.
Avec les moins de 20 ans, il dispute un match amical, face à l'Équateur. Fabricio Bustos dispute cette rencontre dans son intégralité (victoire sur penalty 4-3 à Alcúdia).
Il est convoqué par l'entraineur de l'équipe d'Argentine, Jorge Sampaoli, pour disputer un match amical face au Venezuela qui a lieu le 6 septembre 2017. Malheureusement, il commence le match sur le banc, et ne rentre pas en cours de jeu. Fabricio Bustos joue finalement son premier match avec l'Albiceleste le 23 mars 2018, face à l'Italie, en amical. Débutant le match en tant que titulaire, il sort du terrain à la 89e minute de jeu, remplacé par Gabriel Mercado (victoire 2-0 à l'Etihad Stadium).

## Style de jeu
Défenseur latéral droit très rapide avec de bonnes compétences offensives, il peut également jouer en tant que milieu droit. Doté d'une grande habileté dans les tacles et dans son positionnement, en raison de ses caractéristiques, il est souvent comparé à l'Espagnol Héctor Bellerín.

## Palmarès

### En club
| CA Independiente - Copa Sudamericana (1) : - Vainqueur : 2017. - Recopa Sudamericana : - Finaliste : 2018. |

### En sélection
| Argentine -17 ans - Championnat de la CONMEBOL (1) : - Champion : 2013. |